# Serra do Buçaco
Die Serra do Buçaco (auch Serra do Bussaco) ist ein bewaldetes Gebirge in Mittel-Portugal. Ein Teil (105 ha) steht als Mata Nacional do Buçaco („National-Wald von Bussaco“) unter Naturschutz. Im Laufe der Portugiesischen Kolonialgeschichte brachten die Seefahrer Pflanzen aus den neuentdeckten Ländern mit, so dass der oft auch als verwunschener Märchenwald bezeichnete, von beschilderten Wander- und Spazierwegen durchzogene Wald mit 300 exotischen und 400 einheimischen Arten von Bäumen und Sträuchern eine ungewöhnliche botanische Mischung bietet.
1628 hatte das neuentstandene Karmeliterkloster Convento de Santa Cruz do Buçaco die Bewahrung des Waldes übernommen. Seit 1653 stand der Wald unter dem Schutz des Papstes, der jedem mit Exkommunikation drohte, der einen Baum fällte. Das Betreten des Klostergeländes samt Wald durch Frauen war ab 1622 durch ein päpstliches Dekret verboten. Durch die Karmeliter wurde er durch eine 5,7 km lange Mauer mit zehn Toren umgeben.
Im Wald befindet sich ein parkähnlicher Bereich mit einer Quelle mit Wassertreppe, Grotten und einem Teich sowie mehreren Kapellen und Gebetsstationen.
Nach der Auflösung der portugiesischen Klöster Ende des 19. Jahrhunderts ließ König Carlos hier einen neo-manuelinischen Sommerpalast errichten, seit 1905 das heutige Palácio Hotel do Buçaco.
Vom Kurort Luso steigt die Serra do Buçaco bis auf 549 Meter an, jedoch wird meist der Aussichtspunkt Miradouro da Cruz Alta als Gipfel angegeben.
Hier fand 1810 die Schlacht von Buçaco statt, in der die napoleonische Invasionsarmee unter Gen.Massená  von einem britisch-portugiesischen Heer unter Gen.Wellington geschlagen wurde.

## Galerie

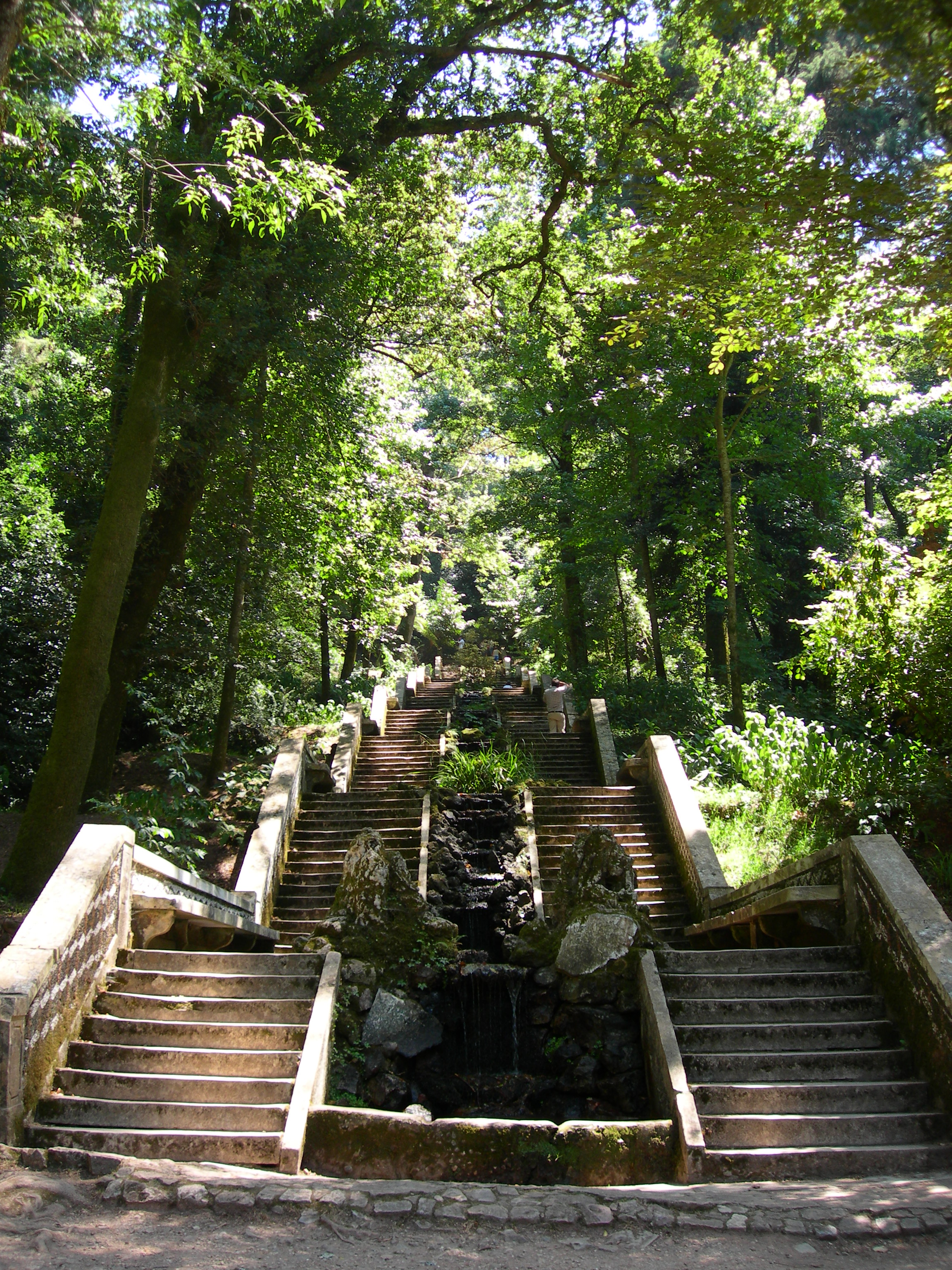
Die Quelle Fonte Fría
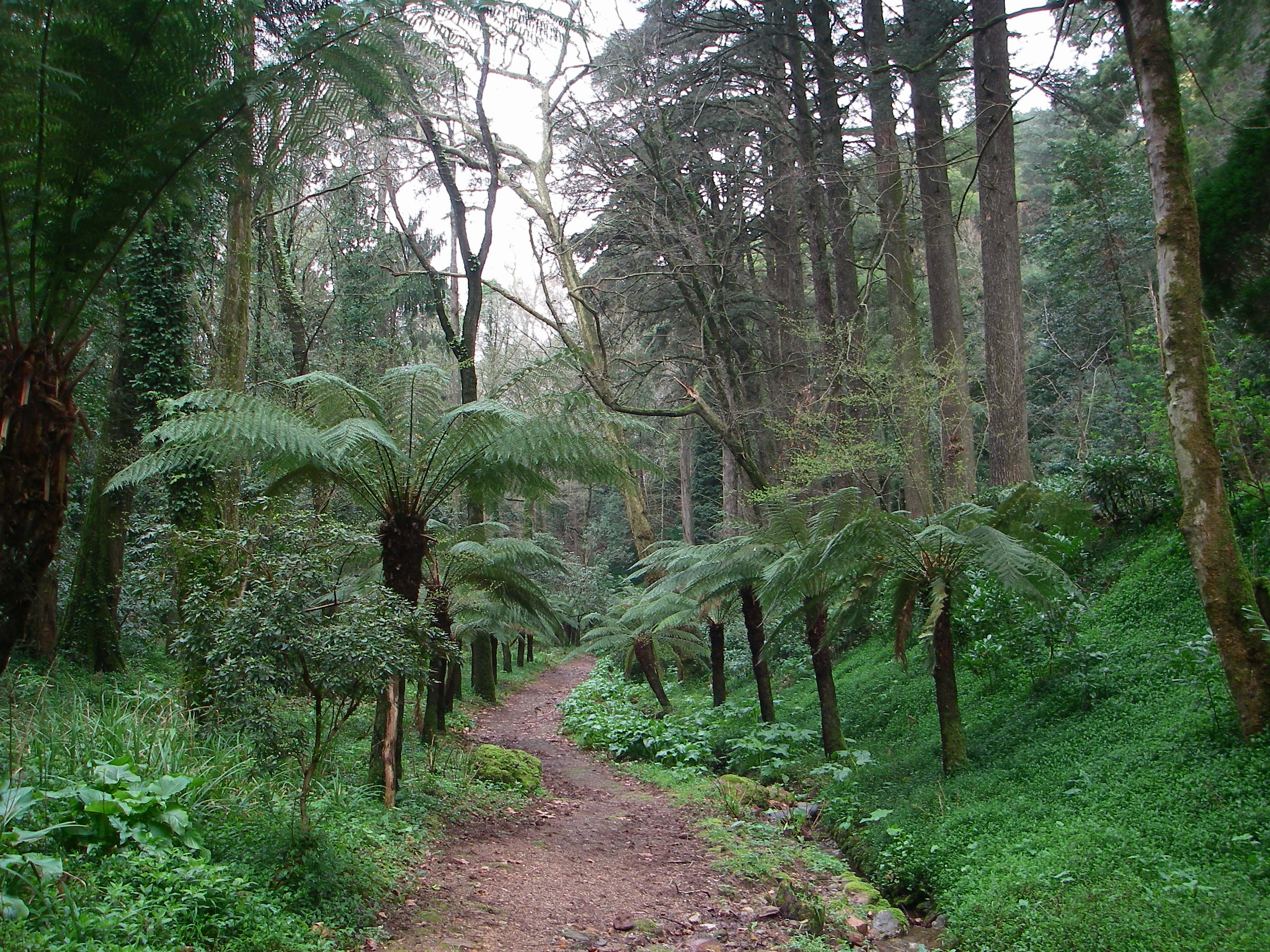
In der Mata Nacional
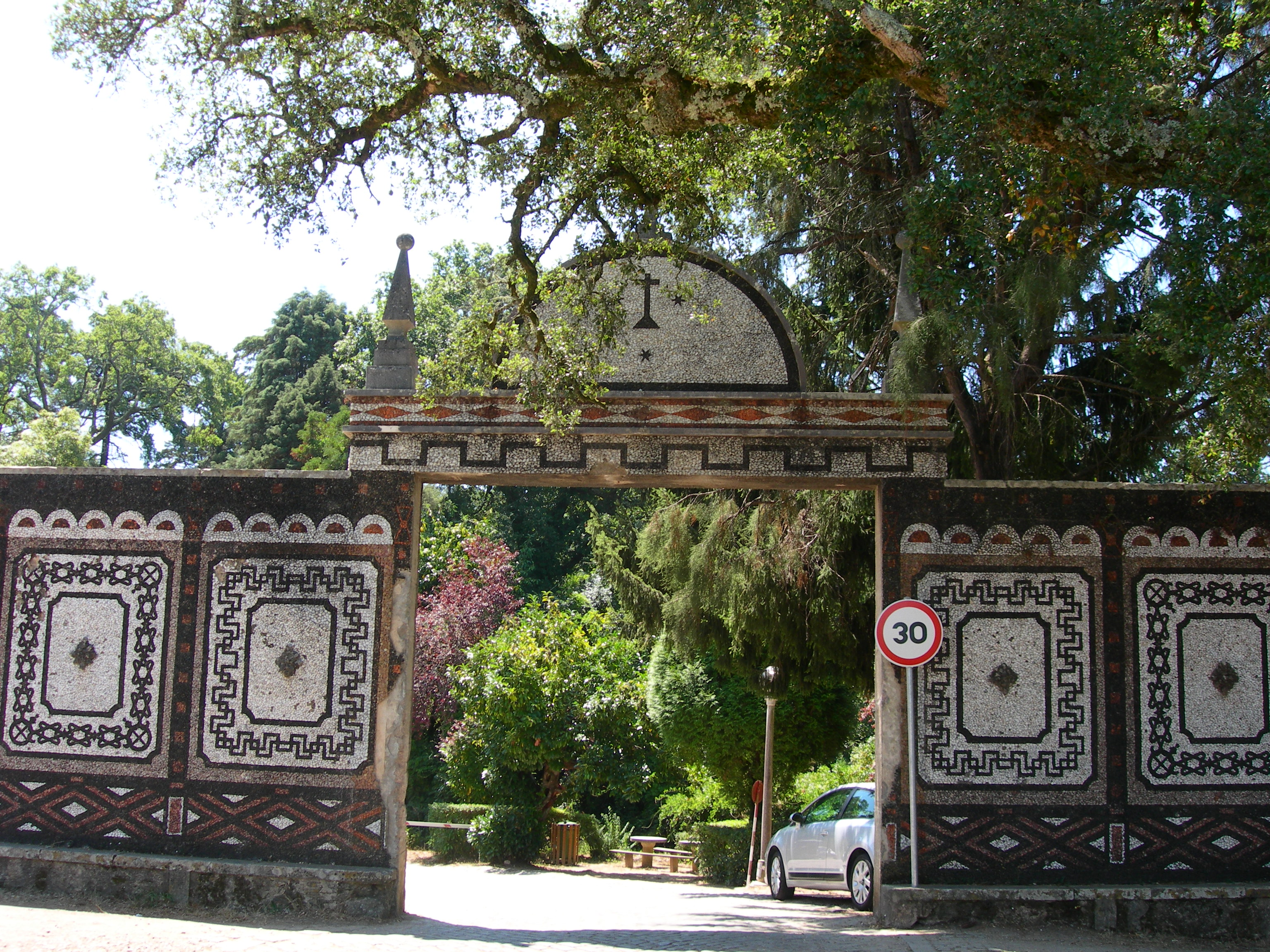
Einer der Eingänge
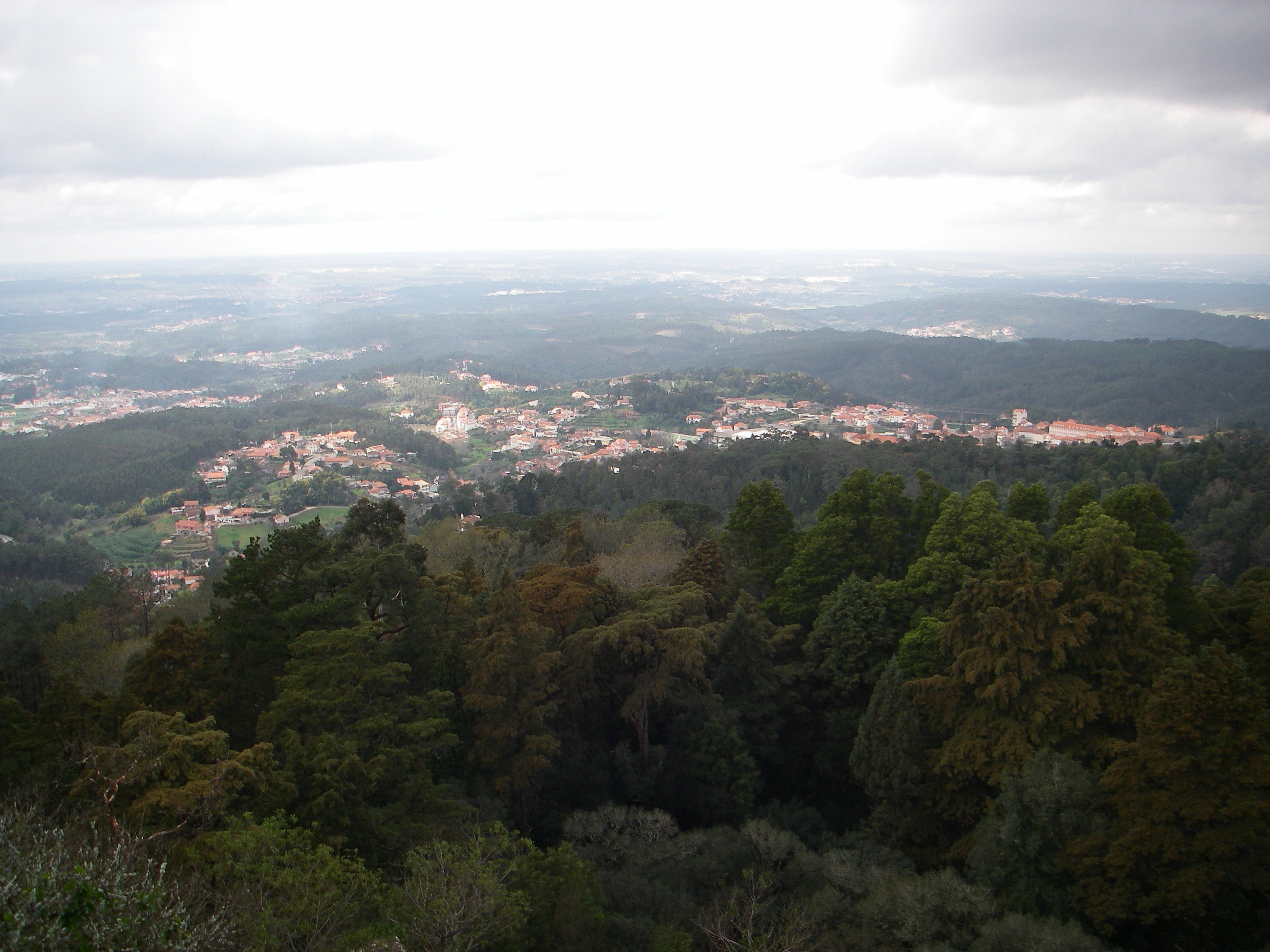
Aussicht von der Serra do Buçaco
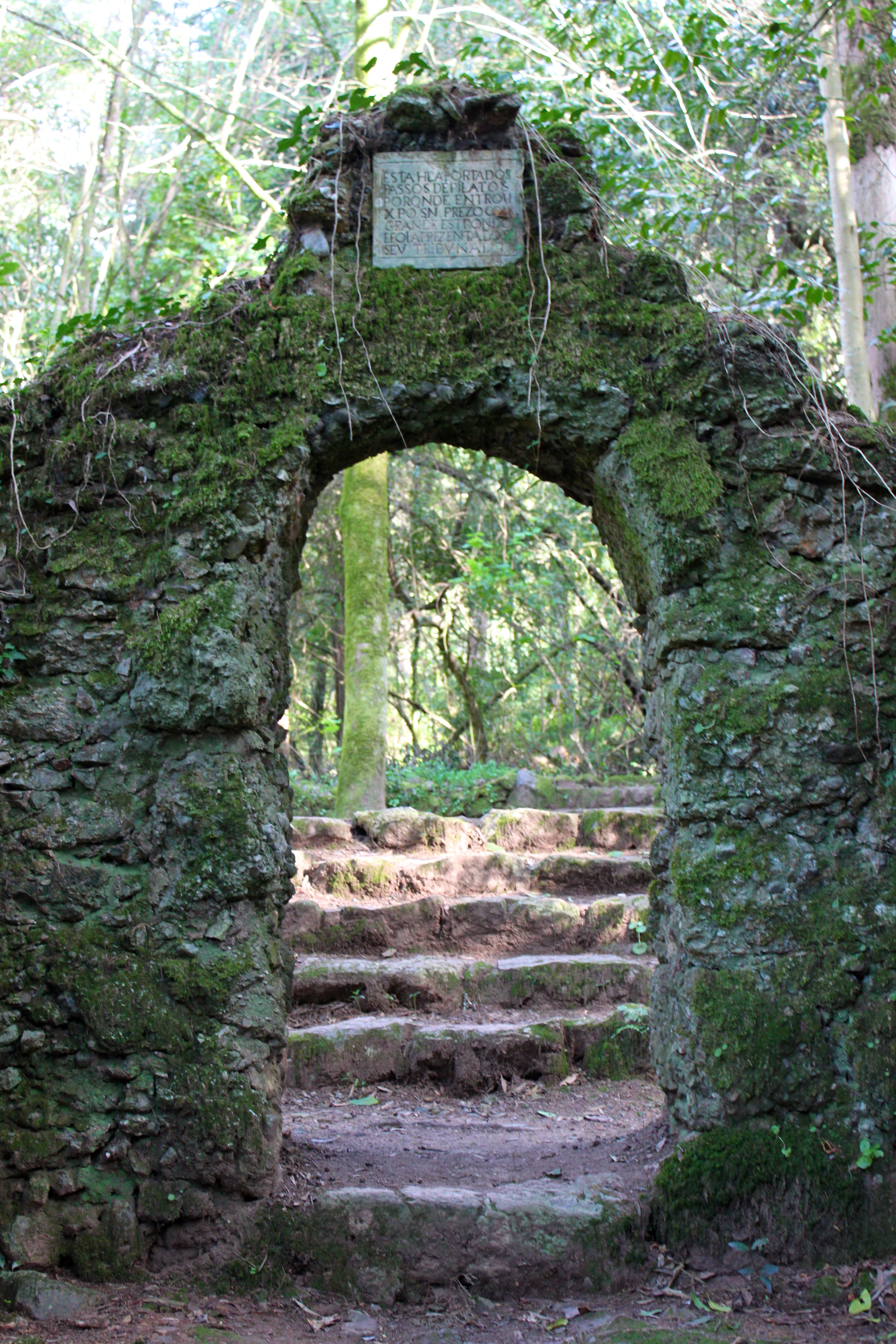
Auf einem der Wanderwege
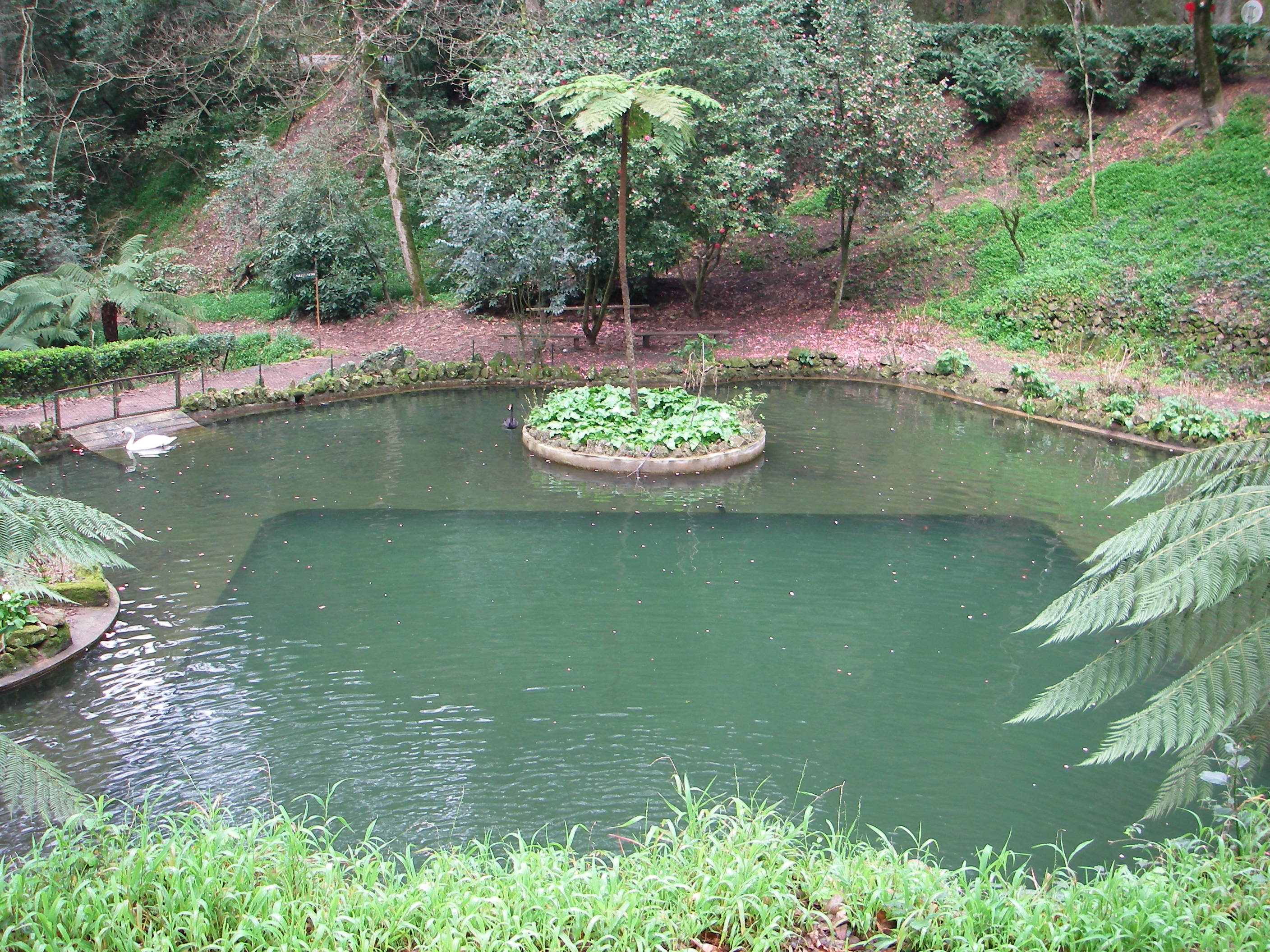
In der Serra do Buçaco
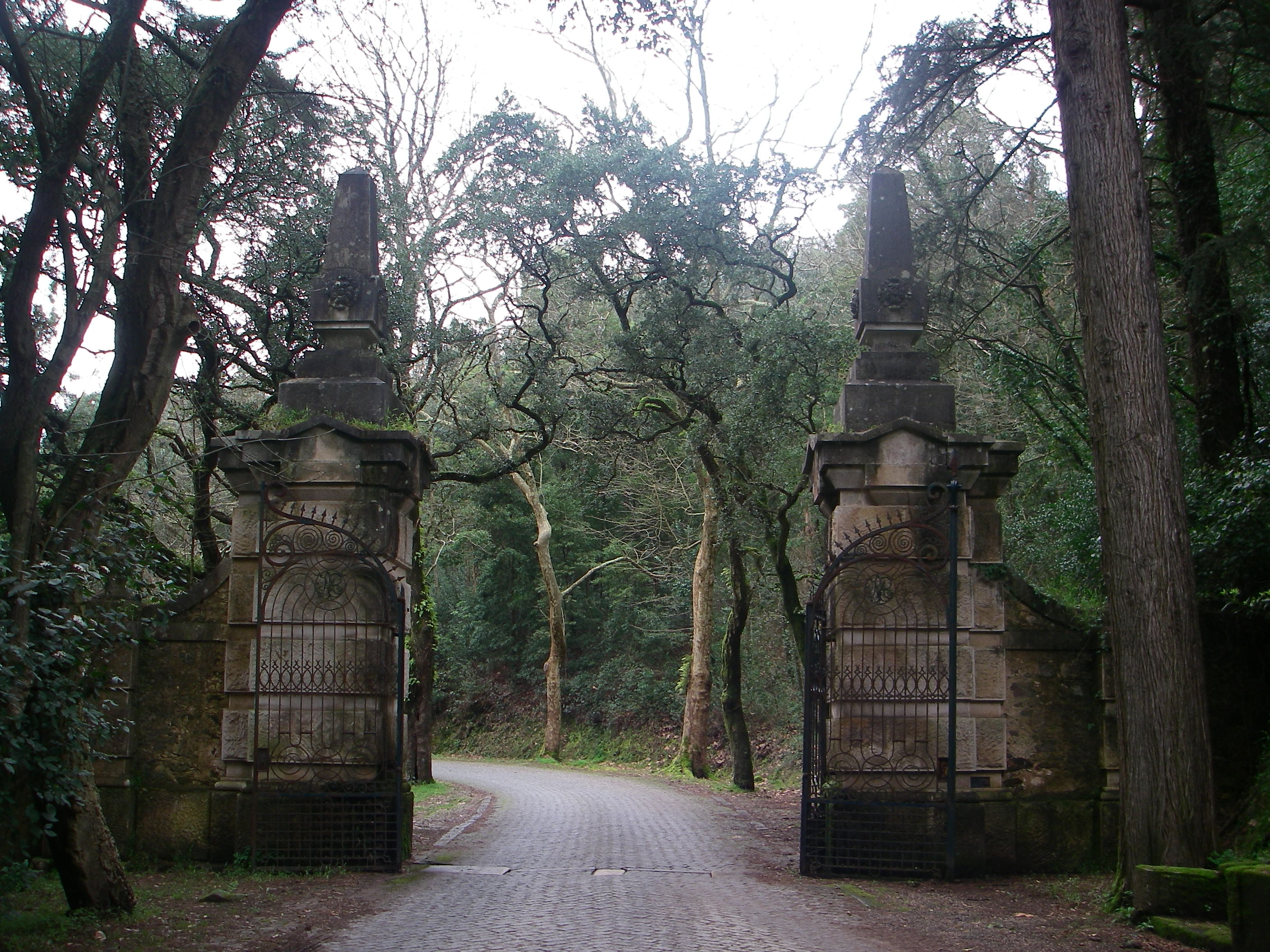
Eine der Zufahrten
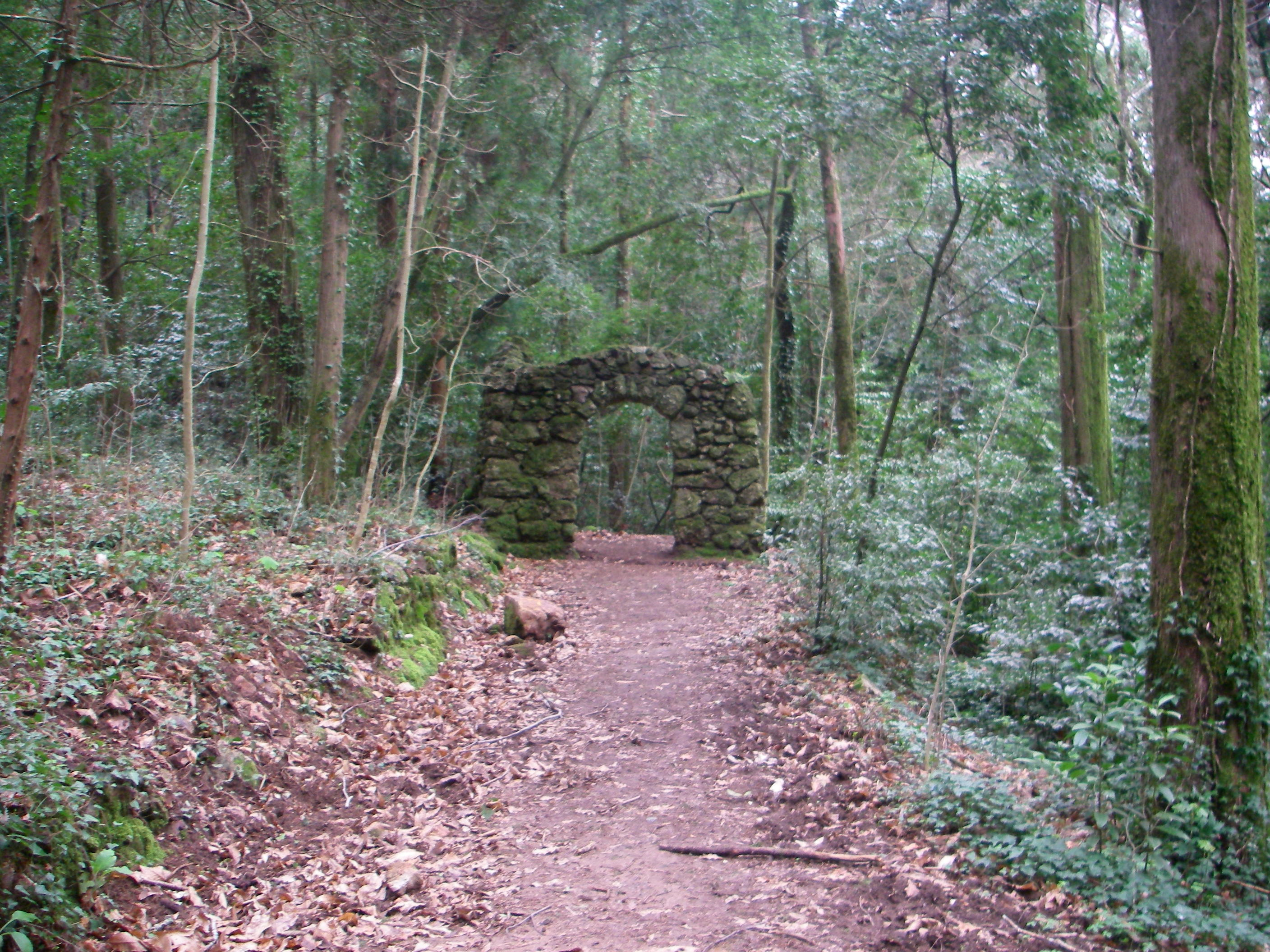
Auf einem der Wanderwege
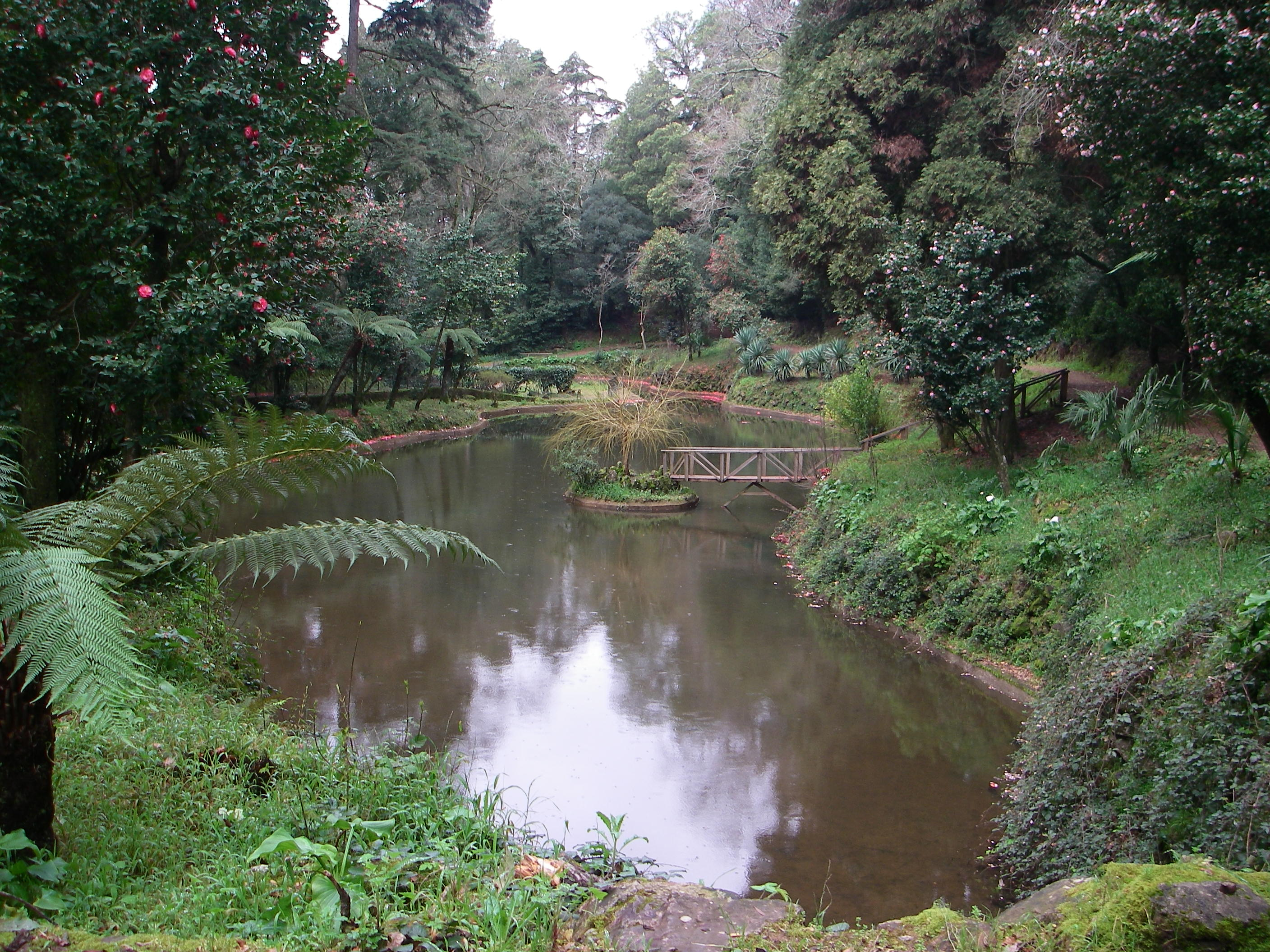
In der Mata Nacional
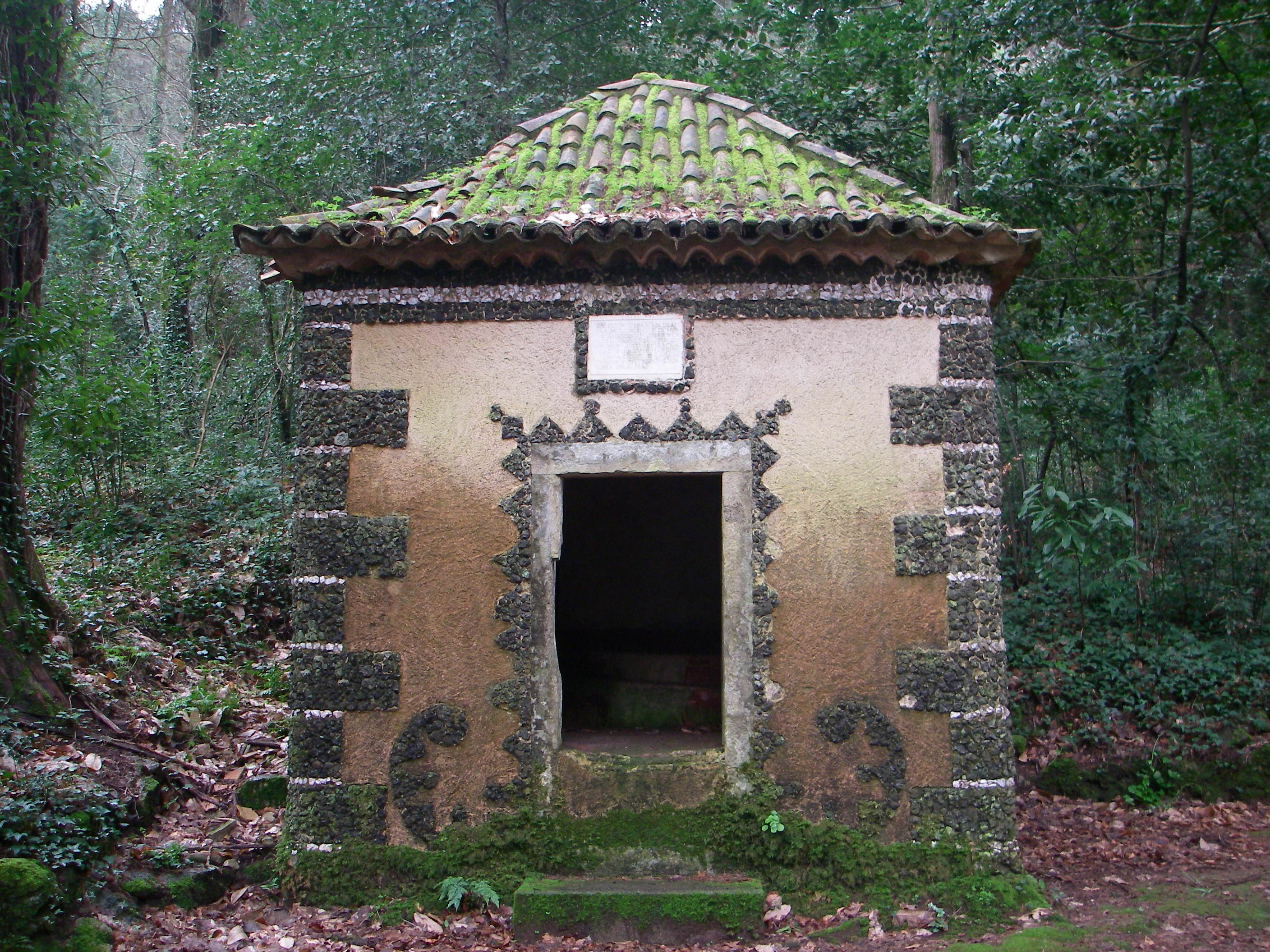
Kapelle in der Serra do Buçaco